# Schmitshausen
Schmitshausen est une municipalité de la Verbandsgemeinde Wallhalben, dans l'arrondissement du Palatinat-Sud-Ouest, en Rhénanie-Palatinat, dans l'ouest de l'Allemagne.

## Jumelages
| Ville | Ville       | Pays | Pays       |
| ----- | ----------- | ---- | ---------- |
|       | Limana      |      | Italie     |
|       | Longuyon    |      | France     |
|       | Walferdange |      | Luxembourg |